# Карлос Роа
Карлос Роа (ісп. Carlos Roa, нар. 15 серпня 1969, Санта-Фе) — аргентинський футболіст, воротар.
Насамперед відомий виступами за клуби «Расинг» (Авельянеда), «Ланус» та «Мальорка», а також національну збірну Аргентини.
Володар Кубка КОНМЕБОЛ. Володар Суперкубка Іспанії з футболу. 

## Клубна кар'єра
У дорослому футболі дебютував 1988 року виступами за команду клубу «Расинг» (Авельянеда), в якій провів п'ять сезонів, взявши участь у 109 матчах чемпіонату.  Більшість часу, проведеного у складі «Расинга», був основним голкіпером команди.
Своєю грою за цю команду привернув увагу представників тренерського штабу клубу «Ланус», до складу якого приєднався 1994 року. Відіграв за команду з Лануса наступні три сезони своєї ігрової кар'єри. Граючи у складі «Лануса» також здебільшого виходив на поле в основному складі команди.
1997 року уклав контракт з іспанським клубом «Мальорка», у складі якого провів наступні п'ять років своєї кар'єри гравця. За цей час виборов титул володаря Суперкубка Іспанії з футболу.
Протягом 2002—2005 років захищав кольори команди іншого іспанського клубу, «Альбасете».
Завершив професійну ігрову кар'єру на батьківщині, у клубі «Олімпо», за команду якого виступав протягом 2005—2006 років.

## Виступи за збірну
1996 року дебютував в офіційних матчах у складі національної збірної Аргентини. Протягом кар'єри у національній команді, яка тривала усього 3 роки, провів у формі головної команди країни 16 матчів.
У складі збірної був учасником чемпіонату світу 1998 року у Франції, а роком раніше — розіграшу Кубка Америки 1997 року у Болівії. На чемпіонаті світу був основним голкіпером збірної Аргентини, у трьох іграх групового етапу не пропустив у свої ворота жодного м'яча, а у матчі 1/8 фіналу проти збірної Англії, доля якого вирішувалася у серії післяматчевих пенальті, приніс своїй команді перемогу, відбивши пенальті у виконанні Девіда Бетті. Втім на наступному етапі, стадії чвертьфіналів, аргентинці поступилися збірній Нідерландів і припинили боротьбу на світовій першості.

## Титули і досягнення
- Володар Суперкубка Лібертадорес (1):

«Расінг»:  1988
- Володар Кубка КОНМЕБОЛ (1):

«Ланус»:  1996
- Володар Суперкубка Іспанії з футболу (1):

«Мальорка»:  1998